# Segona Superlliga de Grècia
La Segona Superlliga de Grècia (en grec: Ελληνική Σούπερ Λίγκα 2) és la segona divisió de futbol de Grècia, només per sota de la Superlliga de Grècia. Fundada el 2019 després de la reestructuració del futbol grec, va reemplaçar la Football League com a segona categoria del futbol d'aquest país.

## Història
La lliga va disputar la seva primera temporada el 2019-20 amb la participació de 12 equips.
Per a la temporada 2021–22 la lliga va ser reestructurada en dos grups de 36 clubs després de l'abolició de la Footbal League el 2021.

## Equips fundadors
- AO Chania Kissamikos PAE
- Apollon Larissa FC
- MGS Apollōn Kalamarias
- GS Apollon Smyrnis
- GS Doxa Dramas
- Ergotelis FC
- AE Karaiskakis F.C.
- PAE Kerkyra
- APO Levadiakos
- Panachaïkī GE
- AO Platania Chaniōn
- PAS Ioànnina

## Equips 2023-24

### Grup Nord
| Equip               | Ciutat      | Estadi                     | Capacitat |
| ------------------- | ----------- | -------------------------- | --------- |
| AEK Atenas B        | Atenes      | Spata Training Centre      | 5,000     |
| Aiolikos FC         | Mitilene    | Mitilene Municipal Stadium | 3,000     |
| Almopos Aridea      | Aridaia     | Aridea Municipal Stadium   | 700       |
| Anagennisi Karditsa | Karditsa    | Municipal Stadium Karditsa | 9,500     |
| Apollon Pontus      | Tessalònica | Kalamaria Stadium          | 6,500     |
| Iraklis             | Tessalònica | Kaftanzoglio Stadium       | 27,770    |
| Kampaniakos F.C.    | Calestra    | Kampaniakos Stadium        | 1,000     |
| Kozani FC           | Kozani      | Kozani Stadium             | 5,000     |
| AE Larissa          | Larisa      | Alcazar Stadium            | 13,108    |
| Levadiakos          | Levàdia     | Levadia Municipal Stadium  | 5,915     |
| Makedonikos F.C.    | Tessalònica | Makedonikos Stadium        | 8,100     |
| Niki Volos          | Volos       | Panthessaliko Stadium      | 22,700    |
| PAOK B              | Tessalònica | Makedonikos Stadium        | 8,100     |

### Grup Sud
| Equip           | Ciutat     | Estadi                           | Capacitat |
| --------------- | ---------- | -------------------------------- | --------- |
| Diagoras F.C.   | Rodes      | Diagoras Stadium                 | 3,700     |
| Egaleo          | Aigaleo    | Stavros Mavrothalassitis Stadium | 8,217     |
| Giouchtas F.C.  | Archanes   | Markomichelakio                  | 500       |
| Ierapetra       | Ieràpetra  | Ierapetra Municipal Stadium      | 3,000     |
| GS Ilioupolis   | Heliópolis | Municipal                        | 2,000     |
| Ionikos FC      | Níkea      | Estadio Público Neápolis         | 5,123     |
| Calamata        | Calamata   | Estadi Municipal de Calamata     | 5,613     |
| Kallithea F.C.  | Kal·lithea | Grigoris Lambrakis Stadium       | 6,300     |
| Olympiacos B    | El Pireu   | Tavros Stadium                   | 4,000     |
| PAE Chania      | Khanià     | Perivolia Municipal Stadium      | 4,527     |
| Panachaiki      | Patres     | Kostas Davourlis                 | 11,321 x  |
| Panathinaikos B | Atenes     | Georgios Kalafatis Sports Center | TBA       |
| Tilikratis FC   | Lèucada    | Lefkada Stadium                  | 1,300     |